# Hambantota
Hambantota (Singalees: Hambantŏṭa; Tamil: Ampāntōṭṭai) is een plaats in Sri Lanka en is de hoofdplaats van het district Hambantota.
Hambantota telde in 2001 bij de volkstelling 11.213 inwoners.
De diepzeehaven van Hambantota maakt deel uit van het Chinese "Belt and Road Initiative", ook bekend als de Nieuwe Zijderoute. Met Chinees geld is de haven vergroot en gemoderniseerd, en door een spoorlijn verbonden met de Volksrepubliek. Toen Sri Lanka in gebreke bleef met de periodieke aflossingen, sloot China een pachtcontract voor de haven van Hambantota, dat voor 99 jaar in Chinees bezit kwam. Critici noemden de investering een voorbeeld van schuldenvaldiplomatie.

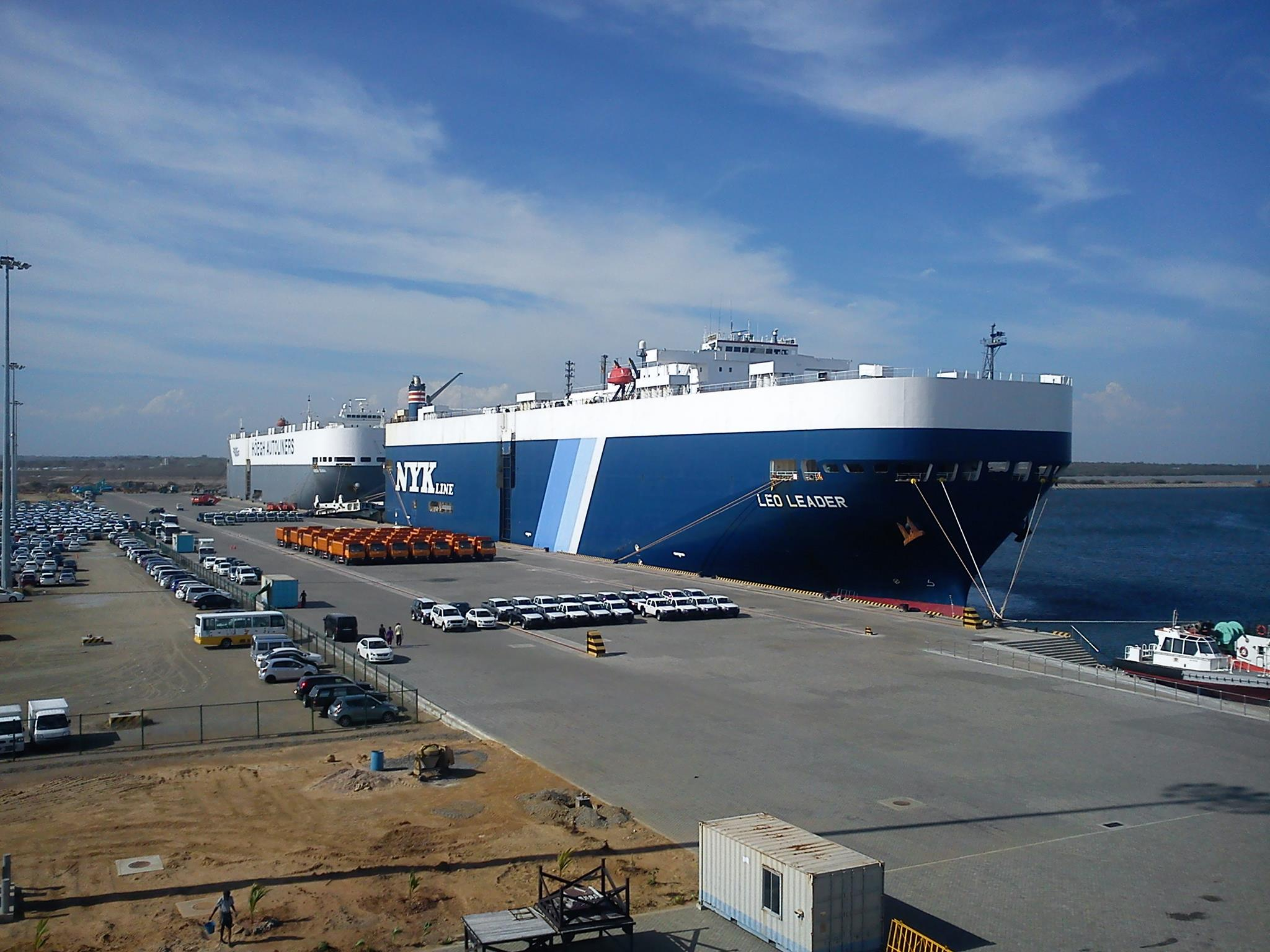
Haven van Hambantota
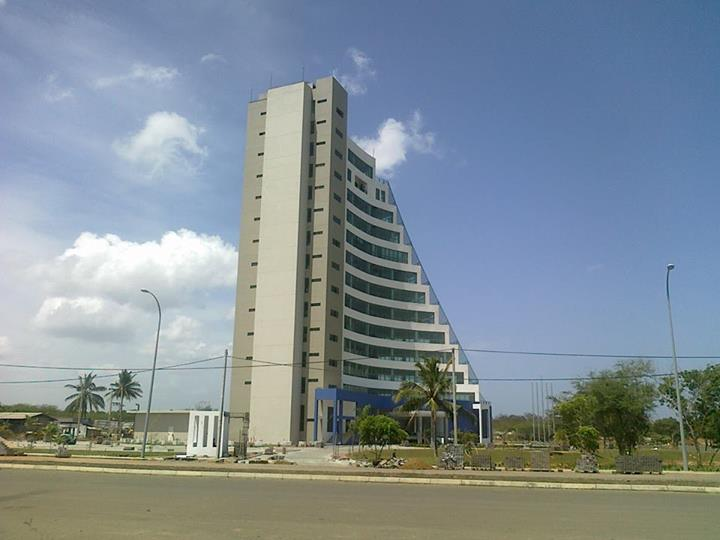
Kantoorgebouw bij de haven van Hambantota